# Hořice (Jičíni járás)
Hořice település Csehországban, Jičíni járásban. Hořice Dobrá Voda u Hořic, Bílsko u Hořic, Červená Třemešná, Třebnouševes, Lukavec u Hořic, Holovousy, Šárovcova Lhota, Jeřice és Boháňka településekkel határos. Lakosainak száma 8587 fő (2024. január 1.).

## Népesség
A település lakosságának változását az alábbi diagram mutatja:
| Lakosok száma | 5681 | 7894 | 8640 | 7700 | 9251 | 9091 | 8601 | 8621 | 8274 | 8587 |
|               | 1869 | 1890 | 1921 | 1950 | 1980 | 2001 | 2017 | 2019 | 2022 | 2024 |